# Parencoelia andina
Parencoelia andina är en svampart som beskrevs av Petr. 1950. Parencoelia andina ingår i släktet Parencoelia och familjen Helotiaceae.   Inga underarter finns listade i Catalogue of Life.